# أوليفيرا (لاعب كرة قدم)
أوليفيرا هو لاعب كرة قدم برازيلي في مركز قلب الدفاع، ولد في 20 أغسطس 1985 في ساو فيسنتي في البرازيل. لعب مع ريد بل برازيل ونادي بوتافوغو اس بي ونادي تريزه ونادي فييرينسي ونادي لاجيادينزي ونادي موجي ميريم.

## وصلات خارجية
- أوليفيرا (لاعب كرة قدم) على موقع Soccerway.com (الإنجليزية)